# 火燭鬼
《火燭鬼》，是1989年上映的一部香港恐怖鬼片，由午馬執導，洪金寶、陳佩華監製，鍾鎮濤、午馬、鄭裕玲、黎燕珊主演。台灣上映時雖以《表哥到續集》為劇名，但故事人物和劇情與1987年電影《表哥到》實無關聯。

## 劇情
阿健（鐘鎮濤 飾）為一消防員，偶然從一火場中救出阿玲（鄭裕玲 飾）的神主牌，阿玲希望報答阿健，卻弄巧成拙。女鬼飄紅(黎燕珊 飾)欲找阿健為替身，阿玲顯形將之趕走。阿健對阿玲一見鍾情，飄紅從中作梗告知馬後炮其弟被女鬼所迷，阿健得悉後大驚。其後得知阿玲躲藏在錄影帶影像中，重演被火燒死的情景。阿健於是進入錄影帶，助阿玲衝破戲中困境，破除悲劇命運。

## 演員表
| 演員   | 角色                                      |
| 鍾鎮濤 | 阿健 消防員，後因阿玲胡亂施法而被上司開除 |
| 鄭裕玲 | 阿玲 五十年代紅伶，劇台上被火燒死         |
| 午馬   | 馬後砲 電台播音員 阿健之兄 自封為靈幻居士 |
| 黎燕珊 | 女鬼飄紅 迷上阿健，欲找其為替身           |
| 黃霑   | 盲公陳                                    |
| 柯受良 | 故事開始時被飄紅殺害的的士司機            |
| 田俊   |                                           |
| 葉榮祖 |                                           |
| 元武   |                                           |
| 元德   |                                           |
| 徐松鶴 |                                           |
| 李志傑 |                                           |
| 王英杰 |                                           |
| 吳漢強 |                                           |
| 郭彼得 |                                           |
| 龍英   |                                           |

## 電影歌曲

### 主題曲
1989-火烧鬼-生死同路-蔡龄龄

## 外部連結
- 香港影庫上《火燭鬼》的資料（繁體中文）
- 互联网电影数据库（IMDb）上《火燭鬼》的资料（英文）